# A forma di origami
A forma di origami è un singolo del cantautore italiano Mr. Rain, pubblicato il 12 febbraio 2021 come quarto estratto dal terzo album in studio Petrichor.

## Descrizione
Il brano, scritto dallo stesso cantautore con Federica Abbate e Lorenzo Vizzini, è prodotto da Tommee Profitt.

## Video musicale
Il video musicale, diretto da Enea Colombi, è stato pubblicato il 17 febbraio 2021 attraverso il canale YouTube del cantautore.

## Tracce
Testi di Mattia Balardi, Federica Abbate, Lorenzo Vizzini, musiche di Tommee Profitt.
1. A forma di origami – 3:13

## Classifiche
| Classifica (2021) | Posizione massima |
| ----------------- | ----------------- |
| Italia            | 97                |